# Mega (canal de televisión de Honduras)
Mega es un canal de televisión abierta hondureño, propiedad de la familia Ferrari y operado por la Corporación Televicentro. Emite programación del archivo mediático de Televicentro como series, comedia, telenovelas, películas de recuerdo y repeticiones de las producciones originales de sus canales hermanos Canal 5 y TSi. Toda la programación va dirigida hacia mujeres y hombres mayores de edad.

## Historia

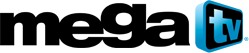
Logotipo como Mega TV usado desde 2006 hasta 2011. Este logo, todavía se usó en Estados Unidos y Puerto Rico

Mega TV fue presentado en 2006 como el nuevo canal de la Corporación Televicentro. Es el miembro más joven de la familia de canales y el primero en emitir en la banda UHF con los canales 24 para Tegucigalpa y 36 para San Pedro Sula. El canal surge como la preparación de la Corporación para emitir en dicha banda previo a la digitalización de los canales VHF en donde se han emitido sus señales por más de medio siglo.
Con la llegada de la TV digital Televicentro recibió de Conatel los canales espejo para poder emitir sus señales simultáneamente en formato digital de alta definición y previo a eso la Presidencia de la empresa decidió que era importante tener una experiencia previa en dicho espectro, así surgió el canal como Mega TV. En sus inicios repitió mucha de la programación de sus hermanos mayores (Canal 5, TSi y Telecadena 7 y 4) pero dos años después generó el interés del público al hacer una combinación interesante de los productos estelares de Televicentro: telenovelas, entretenimiento, infantiles, deportes y películas.
Mega emite de lunes a domingo desde las 9:00 a.m. hasta las 11:00 p.m. y poco a poco ha sido incorporado en las principales compañías de cable en las dos ciudades principales del país. Se dice que fue tanto el interés por este nuevo canal que una de ellas hasta ha llevado la señal por sus propios medios hasta el paraíso turístico de la ciudad de Tela, por lo que a corto plazo se auguró una extensión de la señal a otras ciudades del país, y de ser económicamente factible a incorporarse a la capacidad satelital de Televicentro.

## Programación

### Actual
- Estéreo Mil TV
- El Hilo (Canal 5)
- La Cocina del Cinco (Canal 5)
- Cinco Deportivo (Canal 5)
- Mega Clásicos del Fútbol
- Discotec Estéreo Mil
- Mega Cine
- X-0 da Dinero Nostálgico
- Special Nights

### Anterior
- Las Mañanas del Cinco (Canal 5)
- Con Todo (Canal 5)
- El Macaneo TV (Canal 5)
- Fútbol a Fondo (TSi)
- A Fondo (TSi)
- La Jornada (TSi)
- Al Banquillo (TSi)
- El Dato (TSi)
- Frente a Frente (Canal 5)
- Gente (TSi)
- Los del Cuarto (Canal 5)
- Con Pineda Chacón (TSi)
- Agenda Retro (TSi)
- Dale Play (TSi)
- Mega Series
- Deportes TVC (Transmisiones Deportivas)